# دون استالی
دون استالی (به انگلیسی: Dawn Staley) ورزشکار زن رشتهٔ بسکتبال اهل کشور ایالات متحده آمریکا است. وی در بین سال‌های ‎۱۹۹۶ تا ۲۰۰۴ میلادی در مسابقات بازی‌های المپیک تابستانی در مجموع ۳ مدال طلا را کسب کرد.